# شهرستان یونیون (آیووا)
شهرستان یونیون، آیووا (به انگلیسی: Union County, Iowa) شهرستانی در ایالات متحده آمریکا است که در آیووا واقع شده‌است.

## خصوصیات
شهرستان یونیون ۱٬۱۰۳٫۳۴ کیلومترمربع مساحت دارد.